# Kang Ye-seo
Kang Ye-seo, nota semplicemente come Yeseo (강예서?, Gang YeseoLR, Kang YesŏMR; Incheon, 22 agosto 2005), è una cantante e attrice sudcoreana. È conosciuta per essere stata la componente più giovane del girl group sudcoreano Kep1er, formatosi attraverso il programma televisivo di Mnet Girls Planet 999, in cui si è classificata 6ª. Precedentemente, è stata la cantante dei gruppi CutieL nel 2010, e Busters dal 2019 al 2020. La Kang ha cominciato la sua carriera di attrice nel 2010 in un ruolo secondario nel drama di MBC Golden Fish.

## Storia

### 2010–2020: Carriera da attrice, CutieL e Busters
Yeseo ha cominciato la sua carriera di attrice nel 2010 in un ruolo secondario nel drama di MBC Golden Fish. Nello stesso periodo, è diventata un membro del gruppo CutieL. Ha iniziato a guadagnare popolarità nel 2013 per aver recitato nel film Miracle in Cell No. 7 nel ruolo di Choi Ji-yeon per lo zaino di Sailor Moon, che ha fatto guadagnare a Sailor Moon popolarità in Corea del Sud. Ha poi recitato in quasi altri 20 drama.
Yeseo è diventata un nuovo membro delle Busters verso la fine di gennaio 2019, in sostituzione a Minjung, che aveva lasciato il gruppo. Ha fatto il suo debutto il 31 luglio 2019 con l'EP Pinky Promise. Il 6 agosto 2020, Yeseo ha lasciato il gruppo per dedicarsi alla recitazione e ad altre attività.

### 2021–presente:Girls Planet 999e Kep1er
Il 18 luglio 2021 è stato annunciato avrebbe fatto parte delle concorrenti dello show di competizione di Mnet Girls Planet 999, in cui ha rappresentato la 143 Entertainment nel K-Group. Il 22 ottobre, con un totale di circa 770,561 punti, si è piazzata al 6º posto nella classifica finale del programma, guadagnandosi un posto nella formazione delle Kep1er, il gruppo femminile derivante dal programma. Yeseo ha fatto il suo esordio insieme alle Kep1er il 3 gennaio 2022 con l'EP First Impact.
Il 15 luglio 2024, Kang, insieme a Mashiro, ha annunciato il proprio addio alle Kep1er. Il 29 luglio è stato annunciato ufficialmente che Kang avrebbe fatto parte del gruppo rinominato Madein.

## Filmografia

### Cinema
- Fighting Family (2012)
- Miracle in Cell No. 7 (2013)
- Sprout (2013)
- Forgive Me (2014)
- One Step (2017)

### Serie televisive
- Golden Fish – serie TV (2010)
- Smile, Mom – serie TV (2010)
- Brain – serie TV (2011)
- Men Cry – serie TV (2011)
- Duet – serie TV (2011)
- The Korean Peninsula – serie TV (2012)
- Angel's Choice – serie TV (2012)
- Dream of the Emperor – serie TV (2012)
- Flower of Revenge – serie TV (2013)
- Ancient Beast – serie TV (2017)
- Abyss (어비스?, EobiseuLR) – serie TV (2019)
- Diary of a Prosecutor – serie TV (2020)
- Cheat on Me If You Can – serie TV (2021)
- Bossam: Steal the Fate – serie TV (2021)

## Programmi televisivi
- Girls Planet 999 (2021)